# Wim Zaal
Willem Philippe Maria (Wim) Zaal (Amsterdam, 14 augustus 1935 - Muiden, 11 oktober 2021) was een Nederlandse journalist, letterkundige, essayist, dichter en recensent. Hij was 36 jaar literair redacteur van Elsevier.

## Loopbaan
In 1953 deed hij eindexamen HBS-A aan het St.-Ignatiuscollege te Amsterdam. Daarna ging hij naar het N.O.I.B. (handelsopleiding) op kasteel Nijenrode te Breukelen. In december 1953 verliet hij deze opleiding, om in zijn geboortestad Nederlands M.O. te gaan studeren. Na een korte periode gewerkt te hebben als verslaggever bij het weekblad Revu, begon hij in 1960 als vertaler bij Elsevier om spoedig bij de kunstredactie van het weekblad te belanden, waar hij zich ontwikkelde tot literair redacteur. Hij leidde onder meer Elseviers Literair Supplement, Nederlands eerste boekenbijlage.
Zaal zou 36 jaar aan Elsevier verbonden blijven. 

## Schrijver
Zaal heeft zich altijd aangetrokken gevoeld tot het buitenissige. Zo verzorgde hij een bloemlezing van de slechtste gedichten in de Nederlandse taal (Bar en boos). Daarbij koos hij niet voor dichters van het tweede plan, maar voor de minder gelukkige momenten in het oeuvre van grootheden als Vondel, Verwey, Marsman en Achterberg. Ook schreef hij een boek over buitenbeentjes in de Nederlandse literatuur: Nooit van gehoord: Stiefkinderen van de Nederlandse beschaving. Zijn belangstelling voor buitenbeentjes blijkt ook uit de boeken die hij schreef over de Nederlandse fascisten tussen de twee wereldoorlogen.
Daarnaast heeft hij een aantal boeken op zijn naam staan over Italië, een land dat hem altijd heeft gefascineerd.
Zaal verzorgde bovendien bloemlezingen uit het werk van een groot aantal auteurs, van Joost van den Vondel tot en met Erich Wichman. Hij vertaalde Keetje en Keetje Trottin van Neel Doff uit het Frans in het Nederlands. Ook vertaalde hij de memoires van Koning Lodewijk Napoleon.

## Dichter
Zaal was naar eigen zeggen een langzame dichter, die een gedicht soms een half jaar liet liggen voordat hij het kon afmaken. Zijn werk is verschenen in verschillende bundels als De antipoëet (Meulenhoff, 1961), Voorlopige uitslag (In de Fazantenhof, 1985) en Engelenzang en andere gedichten (De Beuk, 2003). Zijn werk is opgenomen in Gerrit Komrij, De Nederlandse poëzie van de 19de en 20ste eeuw in 1000 en enige gedichten (1979) en Hans Warren en Mario Molegraaf, de Spiegel van de moderne Nederlandse en Vlaamse dichtkunst (diverse edities sinds 1979).

## Pseudoniemen
Onder het pseudoniem Willy Kolkman heeft hij een paar feministische gedichten geschreven die gepubliceerd zijn in een feministisch tijdschrift, zo onthulde hij begin 1997 tijdens een Studium Generale in Groningen over het thema 'vals'. Een ander pseudoniem van hem was: F. Dobbrauski Jr.

## Onderscheidingen
In 2001 verleende Koningin Beatrix hem het Erekruis in de Huisorde van Oranje, dat hem op dinsdag 16 oktober 2001 door Prins Bernhard op paleis Soestdijk werd uitgereikt. Zaal schreef jarenlang toespraken voor de prins.

## Boeken van Wim Zaal (selectie)
- Vloekjes bij de thee: Een reportage over de 19de eeuw in Nederland, J.M. Meulenhoff, Amsterdam, 1961. In 1993 opnieuw uitgegeven door Goossens, Rijswijk
- Zó ben ik nu eenmaal: Nederlanders schrijven over zichzelf in dagboeken, autobiografieën en brieven, Bonaventura, Amsterdam, 1962
- Aan de rol met Sisyfus: Divagatiën en consideratiën, Wereldbibliotheek, Amsterdam, 1964
- De Herstellers: Lotgevallen van de Nederlandse fascisten, Ambo, Utrecht, 1966
- Nooit van gehoord: Stiefkinderen van de Nederlandse beschaving, Ambo, Utrecht, 1969. In 1974 opnieuw uitgegeven bij De Arbeiderspers, Amsterdam
- Geliefde Gedichten die iedereen kent maar niet kan vinden, De Arbeiderspers, Amsterdam, 1972
- Gods onkruid: Nederlandse sekten en messiassen, J.M. Meulenhoff, Amsterdam, 1972. In 1985 opnieuw uitgegeven door Kruseman, Den Haag, en in 2004 door Aspekt, Soesterberg
- De Nederlandse fascisten,  Wetenschappelijke Uitgeverij, Amsterdam, 1973
- Geheime Gedichten: Die Niemand Kent Maar Die Toch Gezien Mogen Worden, De Arbeiderspers, Amsterdam, 1974
- Zoek het koninkrijk: Heiligenlevens voor niet-gelovigen verteld, J.M. Meulenhoff, Amsterdam, 1976
- Rome: Gids om Rome lief te hebben, J.H. Gottmer, Haarlem, 1977.
- De heiligen: Erflaters van Europa, Ambo, Baarn, 1982
- Flip van der Burgt: 1927-1977, Stichting Vrienden van Flip van der Burgt, Amsterdam, 1984
- Voorlopige uitslag, De Oude Degel, Eemnes, 1985
- Rome, Terra, Zutphen, 1985
- Vlak bij Vlaanderen: Een Hollander over het zuiden, Manteau, Antwerpen/Amsterdam, 1986
- Verhalen van man tot man, Goossens, Tricht, 1987
- Een tik van Italië: Reisverhalen, Amber, Amsterdam, 1991. In 2001 opnieuw uitgegeven door Aspekt, Soesterberg
- De verlakkers, Amber, Amsterdam, 1991. In 2009 opnieuw uitgegeven als Valsheid in geschriften
- Roma magica: Mysteries en mirakelen van de eeuwige stad, Conserve, Schoorl, 1993
- Onnozele kinderen: Lodewijk XVII, Victor van Aveyron, Kaspar Hauser, De Arbeiderspers, Amsterdam, 1995
- De buitenbeentjes: 36 schrijvers die ik heb gekend, Aspekt, Nieuwegein, 1995
- De vuist van de paus: De Nederlandse zouaven in Italië, 1860-1870, Aspekt, Nieuwegein, 1996
- De eeuwige belofte van Eldorado, Aspekt, Nieuwegein, 1996
- Rust in Rome: Wandelen langs dodenakkers, grafkerken, catacomben, mausolea en andere plaatsen van eeuwige rust, Elmar, Rijswijk, 1999
- Bar en boos: De slechtste gedichten in de Nederlandse taal, Prometheus, Amsterdam, 2001
- Zestig jaar in de beschaving, Aspekt, Soesterberg, 2002
- Engelenzang en andere gedichten, De Beuk, Amsterdam, 2003
- Rome: een religieuze gids, Aspekt, Soesterberg, 2004
- Alle heiligen: Heiligenkalender voor Nederland en Vlaanderen, Elmar, Rijswijk, 2004
- Moord in het Vaticaan: De mooiste verhalen over Rome, Aspekt, Soesterberg, 2006
- Een leeuw is eigenlijk iemand: Nederlandstalige dierenpoëzie, J.M. Meulenhoff, Amsterdam, 2006
- God en Zoon: Wat iedereen moet weten over bijbel, christendom en kerkelijke feesten, Aspekt, Soesterberg, 2007
- Kaspar Hauser, Aspekt, Soesterberg, 2008
- De 100 leukste dierengedichten, J.M. Meulenhoff, Amsterdam, 2009
- Valsheid in geschriften: Literaire vervalsingen en mystificaties, Aspekt, Soesterberg, 2009 (heruitgave van De verlakkers)
- Jan Toorop: Zijn leven, zijn werk, zijn tijd, Aspekt, Soesterberg, 2010
- De Corsicaanse monsters: Napoleon Bonaparte en zijn familie, Aspekt, Soesterberg, 2012
- Edith Piaf, Aspekt, Soesterberg, 2013
- Heilige vaders: Het verhaal van de pausen, Aspekt, Soesterberg, 2017

## Vertalingen
- Heinrich Böll, Gedichten, vertaald door Wim Zaal, Manteau, Amsterdam, 1982
- Neel Doff, Keetje Tippel, vertaald door Wim Zaal, Meulenhoff, Amsterdam, 1972
- Neel Doff, Dagen van honger en ellende: Het leven van Keetje Tippel, vertaald door Wim Zaal, Meulenhoff, Amsterdam, 1984
- Lodewijk Napoleon, Koning van Holland, Gedenkschriften, vertaald door Wim Zaal, De Arbeiderspers, Amsterdam, 2005

## Over Zaal
- Arendo Joustra: 'Levensbericht Willem Philippe Maria (Wim) Zaal'. In: Jaarboek van de Maatschappij der Nederlandse Letterkunde te Leiden 2021-2022, pag. 251-262